# Sedlečko (Neustupov)
Sedlečko je malá osada v okrese Benešov, součást obce Neustupov. Nachází se 2 km jihovýchodně od Neustupova, u silnice silnice II/124. Je zde evidováno 5 adres. Protéká tudy Slupský potok, který je levostranným přítokem řeky Blanice. Sedlečko leží v katastrálním území Sedlečko u Jiřetic.

## Historie
První písemná zmínka o vesnici pochází z roku 1550.